# Anarta antica
Trichoclea antica là một loài bướm đêm trong họ Noctuidae.